# جاكي براي
جاكي براي (بالإنجليزية: Jackie Bray)‏ (22 أبريل 1909 في المملكة المتحدة - 20 نوفمبر 1982 في المملكة المتحدة) هو مدرب كرة قدم ولاعب كرة قدم بريطاني (وحمل سابقاً جنسية المملكة المتحدة لبريطانيا العظمى وأيرلندا) في مركز نصف الجناح. شارك مع منتخب إنجلترا لكرة القدم. أما مع النوادي، فقد لعب مع بورت فايل ومانشستر سيتي وManchester Central F.C. ‏.

## وصلات خارجية
- جاكي براي على موقع قاعدة بيانات كرة القدم.إي يو (الإنجليزية)
- جاكي براي على موقع ناشيونال فوتبول تيمز (الإنجليزية)